# Puca Jirca (Huaraz-Yungay)
Puca Jirca (posiblemente en escritura  Quechua puka rojo, hirka montaña, "montaña roja") es una montaña de 4,870 metros de altura (15,980 pies) en la Cordillera Negra en los Andes del Perú. Está situado en la región de Ancash, provincia de Huaraz, en la frontera de los distritos de Cochabamba y Pariacoto, y en la provincia de Yungay, distrito de Shupluy. Se encuentra al suroeste de Huilcahuain.

## Recomendaciones
- Tener en cuenta que cuando se escala una montaña glaciar se deben llevar anteojos para nieve.
- Llevar zapatos especiales para escalar.
- Priorizar el abrigo.
- Conocer la ruta de acceso.